# 第69回アカデミー賞
第69回アカデミー賞（だい69かいアカデミーしょう）は1997年3月24日に発表・授賞式が行われた。司会はビリー・クリスタル。12部門にノミネートされていた『イングリッシュ・ペイシェント』が作品賞をはじめとする9部門を受賞した。

## 式典
1996年度のアカデミー賞授賞式はシュライン・オーディトリアムで行われた。作品賞にノミネートされた5作品のうち、4作品が比較的低予算のインデペンデント作品であったため、"The Year of the Independents" (インデペンデントの年) とも評された。

## 候補と受賞の一覧
太字は受賞である。
また、以下での人名表記は
1. 作品の日本語公式情報およびAMPAS公式サイトの日本版とWOWOWによる授賞式放送での表記に準ずる。
2. 見当たらない場合はデータベースサイトなどを参考。
3. それでもない場合は英語表記のままとする。

| 作品賞 | 監督賞 |
| --- | --- |
| - 『イングリッシュ・ペイシェント』 – ソウル・ゼインツ - 『ファーゴ』 – イーサン・コーエン - 『ザ・エージェント』 – ジェームズ・L・ブルックス、キャメロン・クロウ、ローレンス・マーク、リチャード・サカイ - 『秘密と嘘』 – サイモン・チャニング・ウィリアムズ - 『シャイン』 – ジェーン・スコット                                                                                | - アンソニー・ミンゲラ – 『イングリッシュ・ペイシェント』 - ジョエル・コーエン – 『ファーゴ』 - ミロス・フォアマン – 『ラリー・フリント』 - マイク・リー – 『秘密と嘘』 - スコット・ヒックス – 『シャイン』 |
| 主演男優賞 | 主演女優賞 |
| - ジェフリー・ラッシュ – 『シャイン』 - トム・クルーズ – 『ザ・エージェント』 - レイフ・ファインズ – 『イングリッシュ・ペイシェント』 - ウディ・ハレルソン – 『ラリー・フリント』 - ビリー・ボブ・ソーントン – 『スリング・ブレイド』 | - フランシス・マクドーマンド – 『ファーゴ』 - ブレンダ・ブレッシン – 『秘密と嘘』 - ダイアン・キートン – 『マイ・ルーム』 - クリスティン・スコット・トーマス – 『イングリッシュ・ペイシェント』 - エミリー・ワトソン – 『奇跡の海』 |
| 助演男優賞 | 助演女優賞 |
| - キューバ・グッディング・Jr – 『ザ・エージェント』 - ウィリアム・H・メイシー – 『ファーゴ』 - アーミン・ミューラー＝スタール – 『シャイン』 - エドワード・ノートン – 『真実の行方』 - ジェームズ・ウッズ – 『ゴースト・オブ・ミシシッピー』 | - ジュリエット・ビノシュ – 『イングリッシュ・ペイシェント』 - ジョアン・アレン – 『クルーシブル』 - ローレン・バコール – 『マンハッタン・ラプソディ』 - バーバラ・ハーシー – 『ある貴婦人の肖像』 - マリアンヌ・ジャン＝バプティスト – 『秘密と嘘』 |
| 脚本賞 | 脚色賞 |
| - 『ファーゴ』 – ジョエル・コーエン、イーサン・コーエン - 『ザ・エージェント』 – キャメロン・クロウ - 『真実の囁き』 – ジョン・セイルズ - 『秘密と嘘』 – マイク・リー - 『シャイン』 – ジャン・サーディ、スコット・ヒックス | - 『スリング・ブレイド』 – ビリー・ボブ・ソーントン - 『クルーシブル』 – アーサー・ミラー - 『イングリッシュ・ペイシェント』 – アンソニー・ミンゲラ - 『ハムレット』 – ケネス・ブラナー - 『トレインスポッティング』 – ジョン・ホッジ |
| 外国語映画賞 | 歌曲賞 |
| - 『コーリャ 愛のプラハ』 (チェコ) – ヤン・スヴェラーク - 『コーカサスの虜』 (ロシア) – セルゲイ・ボドロフ - 『シェフ イン ラブ』 (グルジア) – ナナ・ジョルジャーゼ - 『リディキュール』 (フランス) – パトリス・ルコント - 『聖なる日の裏側』 (ノルウェー) – ベリ・ネスハイム                                                                                                   | - ｢ユー・マスト・ラヴ・ミー｣（『エビータ』） – アンドルー・ロイド・ウェバー (作曲)、 ティム・ライス (作詞) - "I Finally Found Someone"（『マンハッタン・ラプソディ』） – バーブラ・ストライサンド (作詞・作曲)、マーヴィン・ハムリッシュ (作詞・作曲)、 ブライアン・アダムス (作詞・作曲)、ロバート・“マック”・ラング (作詞・作曲) - "For the First Time"（『素晴らしき日』） – ジェームズ・ニュートン・ハワード (作詞・作曲)、ジャド・J・フリーマン (作詞・作曲)、アーラン・リッチ (作詞・作曲) - "That Thing You Do"（『すべてをあなたに』） – アダム・シュレシンジャー (作詞・作曲) - "Because You Loved Me"（『アンカーウーマン』） – ダイアン・ウォーレン (作詞・作曲) |
| 長編ドキュメンタリー映画賞 | 短編ドキュメンタリー映画賞 |
| - 『モハメド・アリ かけがえのない日々』 – レオン・ギャスト、デヴィッド・ソネンバーグ - The Line King: The Al Hirschfeld Story – Susan W. Dryfoos - Mandela – ジョー・メネル、アンガス・ギブソン - Suzanne Farrell: Elusive Muse – デボラ・ディクソン、アン・ベル - Tell the Truth and Run: George Seldes and the American Press – リック・ゴールドスミス                        | - Breathing Lessons: The Life and Work of Mark O'Brien – ジェシカ・ユー - Cosmic Voyage – ジェフリー・マーヴィン、Bayley Silleck - An Essay on Matisse – ペリー・ウォルフ - Special Effects: Anything Can Happen – スザンネ・シンプソン、ベン・バート - The Wild Bunch: An Album in Montage – ポール・セイダー、ニック・レッドマン |
| 短編実写映画賞 | 短編アニメ映画賞 |
| - Dear Diary – デヴィッド・フランケル、バリー・ジョセン - De tripas, corazón – Antonio Urrutia - Ernst & lyset – キム・マグヌセン、アンドレス・トーマス・ヤンセン - Esposados – Juan Carlos Fresnadillo - Senza parole – Bernadette Carranza、Antonello De Leo | - Quest – タイロン・モントゴメリー、トマス・シュテルマッハ - Canhead – ティモシー・ヒトル - La Salla – カナダ国立映画制作庁 – リチャード・コンディ - Wat's Pig – ピーター・ロード |
| 劇映画音楽賞 | ミュージカル・喜劇映画音楽賞 |
| - 『イングリッシュ・ペイシェント』 – ガブリエル・ヤレド - 『ハムレット』 – パトリック・ドイル - 『マイケル・コリンズ』 – エリオット・ゴールデンサール - 『シャイン』 – デヴィッド・ハーシュフェルダー - 『スリーパーズ』 – ジョン・ウィリアムズ | - 『Emma エマ』 – レイチェル・ポートマン - 『ファースト・ワイフ・クラブ』 – マーク・シャイマン - 『ノートルダムの鐘』 – アラン・メンケン、スティーヴン・シュワルツ - 『ジャイアント・ピーチ』 – ランディ・ニューマン - 『天使の贈りもの』 – ハンス・ジマー |
| 音響編集賞 | 録音賞 |
| - 『ゴースト&ダークネス』 – ブルース・スタンブラー - 『デイライト』 – リチャード・L・アンダーソン、デヴィッド・A・ウィッテカー - 『イレイザー』 – アラン・ロバート・マーレイ、バブ・アスマン | - 『イングリッシュ・ペイシェント』 – ウォルター・マーチ、マーク・バーガー、 デヴィッド・パーカー、クリス・ニューマン - 『エビータ』 – アンディ・ネルソン、アンナ・ベルマー、ケン・ウェストン - 『インデペンデンス・デイ』 – クリス・カーペンター、ビル・W・ベントン、ボブ・ビーマー、ジェフ・ウェクスラー - 『ザ・ロック』 – ケヴィン・オコネル、グレッグ・P・ラッセル、キース・A・ウェスター - 『ツイスター』 – スティーヴ・マスロウ、グレッグ・ランデイカー、ケヴィン・オコネル、ジェフリー・パターソン |
| 美術賞 | 撮影賞 |
| - 『イングリッシュ・ペイシェント』 – スチュアート・クレイグ (美術)、ステファニー・マクミラン (装置) - 『バードケージ』 – ボー・ウェルチ (美術)、シェリル・カラシク (装置) - 『エビータ』 – ブライアン・モリス (美術)、Philippe Turlure (装置) - 『ハムレット』 – ティム・ハーヴィ (美術・装置) - 『ロミオ+ジュリエット』 – キャサリン・マーティン (美術)、Brigitte Broch (装置) | - 『イングリッシュ・ペイシェント』 – ジョン・シール - 『エビータ』 – ダリウス・コンジ - 『ファーゴ』 – ロジャー・ディーキンス - 『グース』 – キャレブ・デシャネル - 『マイケル・コリンズ』 – クリス・メンゲス |
| メイクアップ賞 | 衣裳デザイン賞 |
| - 『ナッティ・プロフェッサー/クランプ教授の場合』 - リック・ベイカー、デヴィッド・ルロイ・アンダーソン - 『ゴースト・オブ・ミシシッピー』 - マシュー・W・マングル、デボラ・ラ・ミア・デネイヴァー - 『スタートレック ファーストコンタクト』 - マイケル・ウェストモア、スコット・ウィーラー、ジェイク・ガーバー                                                                  | - 『イングリッシュ・ペイシェント』 - アン・ロス - 『エンジェル&インセクト/背徳の館』 - ポール・ブラウン - 『ハムレット』 - アレクサンドラ・バーン - 『Emma エマ』 - ルース・マイヤーズ - 『ある貴婦人の肖像』 - ジャネット・パターソン |
| 編集賞 | 視覚効果賞 |
| - 『イングリッシュ・ペイシェント』 - ウォルター・マーチ - 『エビータ』 - ジェリー・ハンブリング - 『ファーゴ』 - ロデリック・ジェインズ - 『ザ・エージェント』 - ジョー・ハッシング - 『シャイン』 - ピップ・カーメル | - 『インデペンデンス・デイ』 - フォルカー・エンゲル、ダグラス・スミス、クレイ・ピンネイ、ジョー・ヴィスコンシル - 『ドラゴンハート』 - スコット・スクワイアーズ、フィル・ティペット、ジェームズ・ストラウス、キット・ウェスト - 『ツイスター』 - ステファン・ファングマイアー、ジョン・フレイザー、ハビブ・ザーガルプール、ヘンリー・ラ・バウンタ |

### アカデミー名誉賞
- マイケル・キッド[4]

### アービング・G・タルバーグ賞
- ソウル・ゼインツ[5]

### 統計
| 候補数 | 作品名                       |
| ------ | ---------------------------- |
| 12     | イングリッシュ・ペイシェント |
| 7      | ファーゴ                     |
| 7      | シャイン                     |
| 5      | エビータ                     |
| 5      | ザ・エージェント             |
| 5      | 秘密と嘘                     |
| 4      | ハムレット                   |
| 2      | クルーシブル                 |
| 2      | Emma エマ                    |
| 2      | ゴースト・オブ・ミシシッピー |
| 2      | インデペンデンス・デイ       |
| 2      | マイケル・コリンズ           |
| 2      | マンハッタン・ラプソディ     |
| 2      | ラリー・フリント             |
| 2      | ある貴婦人の肖像             |
| 2      | スリング・ブレイド           |
| 2      | ツイスター                   |

| 受賞数 | 作品名                       |
| ------ | ---------------------------- |
| 9      | イングリッシュ・ペイシェント |
| 2      | ファーゴ                     |

## プレゼンター・パフォーマー[6]

### プレゼンター
| プレゼンター                                           | 役                                                    |
| ------------------------------------------------------ | ----------------------------------------------------- |
| Randy Thomas                                           | アナウンサー                                          |
| アーサー・ヒラー (AMPAS 会長)                          | 開会挨拶                                              |
| ミラ・ソルヴィノ                                       | 助演男優賞                                            |
| ジュリエット・ビノシュ                                 | 美術賞                                                |
| サンドラ・ブロック                                     | 衣裳デザイン賞                                        |
| ビバース バットヘッド                                  | 音響編集賞                                            |
| コートニー・ラブ                                       | メイクアップ賞                                        |
| ケヴィン・スペイシー                                   | 助演女優賞                                            |
| クリス・ファーレイ デヴィッド・スペード                | 短編実写映画賞 短編アニメ映画賞                       |
| ジュリー・アンドリュース                               | 名誉賞 (マイケル・キッド)                             |
| ヘレン・ハント                                         | Academy Award for Technical Achievementセグメント     |
| トミー・リー・ジョーンズ ウィル・スミス                | 短編ドキュメンタリー映画賞 長編ドキュメンタリー映画賞 |
| ジム・キャリー                                         | 視覚効果賞                                            |
| クリス・オドネル                                       | 録音賞                                                |
| ニコール・キッドマン                                   | 編集賞                                                |
| デビー・レイノルズ                                     | ミュージカル・喜劇映画音楽賞                          |
| グレゴリー・ハインズ                                   | 劇映画音楽賞                                          |
| ティム・ロビンス                                       | 撮影賞                                                |
| マイケル・ダグラス                                     | アービング・G・タルバーグ賞                           |
| クリスティン・スコット・トーマス ジャック・ヴァレンテ  | 外国語映画賞                                          |
| アンジェラ・バセット                                   | In Memoriam                                           |
| ゴールディ・ホーン ダイアン・キートン ベット・ミドラー | 歌曲賞                                                |
| ケネス・ブラナー                                       | "Shakespeare and the Movies" montage                  |
| ジョディ・フォスター                                   | 脚色賞 脚本賞                                         |
| ニコラス・ケイジ                                       | 主演女優賞                                            |
| スーザン・サランドン                                   | 主演男優賞                                            |
| メル・ギブソン                                         | 監督賞                                                |
| アル・パチーノ                                         | 作品賞                                                |

### パフォーマー
| 名前                                             | 役           | 内容 |
| ------------------------------------------------ | ------------ | --- |
| ビル・コンティ                                   | 編曲         | オーケストラ |
| ビリー・クリスタル                               | 司会         | オープニングナンバー 秘密と嘘 (ゆかいなブレディー家テーマソング) イングリッシュ・ペイシェント ("Wouldn't It Be Loverly"のパロディ マイ・フェア・レディ) ザ・エージェント ("Victory March") シャイン ("Flight of the Bumblebee") ファーゴ ("My Kind of Town" 7人の愚連隊) |
| マドンナ                                         | パフォーマー | ｢ユー・マスト・ラヴ・ミー｣ (エビータ) |
| The Wonders                                      | パフォーマー | "That Thing You Do" (すべてをあなたに) |
| セリーヌ・ディオン                               | パフォーマー | "I Finally Found Someone" (マンハッタン・ラプソディ) |
| マイケル・フラットレー Lord of the Danceキャスト | パフォーマー | 編集賞モンタージュ |
| デイヴィッド・ヘルフゴット                       | パフォーマー | "Flight of the Bumblebee" by ニコライ・リムスキー＝コルサコフ |
| ケニー・ロギンス                                 | パフォーマー | "For the First Time" (素晴らしき日) |
| セリーヌ ディオン                                | パフォーマー | "Because You Loved Me" (アンカーウーマン) |

## In Memoriam
昨年亡くなった映画関係者を偲ぶ In Memoriam のプレゼンターにはアンジェラ・バセットが登場。俳優のジョー・ヴァン・フリート、ドロシー・ラムーア、ブリギッテ・ヘルム、 ベン・ジョンソン、ジョーン・ドルー、グリア・ガースン、リュー・エアーズ、クローデット・コルベール、マルチェロ・マストロヤンニ、映画監督のクシシュトフ・キェシロフスキ、フレッド・ジンネマン、歌手・俳優の2パック、グラフィック・デザイナーのソール・バス、プロデューサーのアルバート・R・ブロッコリ等の映画界における貢献を称えた。